# Carex oenensis
Carex oenensis är en halvgräsart som beskrevs av A.Neumann och B.Walln. Carex oenensis ingår i släktet starrar, och familjen halvgräs. Inga underarter finns listade i Catalogue of Life.